# Bazet
 Bazet  es una comuna y población de Francia, en la región de Mediodía-Pirineos, departamento de Altos Pirineos, en el distrito de Tarbes y cantón de Bordères-sur-l'Échez.
Su población en el censo de 1999 era de 1.298 habitantes.
No está integrada en ninguna Communauté de communes.
| 834 | 878 | 1180 | 1516 | 1453 | 1300 | 1451 |
| Para los censos de 1962 a 1999 la población legal corresponde a la población sin duplicidades (Fuente: INSEE [Consultar]) |     |      |      |      |      |      |